# Neocaridina
Neocaridina – rodzaj słodkowodnych krewetek z rodziny Atyidae, zamieszkujące w naturze wody Chin, Japonii, Korei,
Wietnamu i Tajwanu. Wyodrębniony z rodzaju Caridina z uwagi na różnice w budowie narządów wewnętrznych. Rodzaj ten ma duże znaczenie w akwarystyce.
Aktualnie do Neocaridina zalicza się 20 gatunków.

## Systematyka
Systematyka za: „Carideorum Catalogus: The Recent Species of the Dendrobranchiate, Stenopodidean, Procarididean and Caridean Shrimps (Crustacea: Decapoda)” (De Grave, Fransen, 2011):
- Neocaridina anhuiensis (Liang, Zhu & Xiong, 1984); synonim: Caridina denticulata anhuiensis Liang, Zhu & Xiong, 1984 (powiat Taiping, prowincja Anhui, Chiny),
- Neocaridina bamana Liang, 2004: (Bama, w regionie Kuangsi)
- Neocaridina brevidactyla Liang, Chen & W.-X. Li, 2005: (siedliska na terenie powiatu Libo (25°41'N 107°83'E)
- Neocaridina curvifrons (Liang, 1979), syn. Caridina curvifrons Liang, 1979 (Baisha, prowincja Zhejiang)
  - Neocaridina davidi (Bouvier, 1904)[5]; syn. Neocaridina denticulata davidi (Bouvier, 1904a); syn. Caridina Davidi Bouvier, 1904: (Inkiafou, Chensi méridonale)
  - Neocaridina denticulata denticulata (De Haan, 1844), syn. Hippolyte denticulatus De Haan, 1844 [Japan]; Caridina denticulata sinensis Kemp, 1918b:(zatoczki i kanały nawadniające na pobrzeżu jeziora Tai Hu w prowincji Kiangsu)
  - Neocaridina denticulata moganica Liang, 2004 [Mogashan, Zhejiang]
- Neocaridina euspinosa Cai, 1996: (Yan Shan region Kuangsi)
- Neocaridina fukiensis (Liang & Yan, 1977); syn. Caridina spinosa fukiensis Liang & Yan, 1977 (Gutian, powiat Shnaghang; Xinquan, Liancheng, Luokou i Ansha, powiat Yongan i  cała prowincja Fujian)
- Neocaridina gracilipoda Liang, 2004 (powiat Junlian, prow. Syczuan)
- Neocaridina heteropoda Liang, 2002
  - Neocaridina heteropoda heteropoda Liang, 2002
  - Neocaridina heteropoda koreana Kubo, 1938, syn. Neocaridina denticulata koreana Kubo, 1938 (Huzan, Korea),
  - Neocaridina heteropoda luoyangensis Cai, 1996, syn. Neocaridina denticulata luoyangensis Cai, 1996 (prowincja Henan),
- Neocaridina hofendopoda (Shen, 1948); syn. Caridina hofendopoda Shen, 1948, (Guilin)
- Neocaridina homospina Liang, 2002; syn. Neocaridina euspinosa homospina Liang, 2002 (prowincja Hunan)
- Neocaridina iriomotensis Naruse, Shokita & Cai, 2006 (rzeka Nakama River, wyspa Iriomote, Japonia),
- Neocaridina ishigakiensis (Fujino & Shokita, 1975); syn. Caridina denticulata ishigakiensis Fujino & Shokita, 1975 (rzeka Yonehara; Miyara; Sakutara River, Arakawa, teren wyspy Ishigaki),
- Neocaridina ketagalan Shih & Cai, 2007 (Xizhi, Taipei, Tajwan)
- Neocaridina keunbaei (H.S. Kim, 1976); syn. Caridina denticulata keunbaei H.S. Kim, 1976 (Ch'ŏnji, wyspa Czedżu
- Neocaridina linfenensis Cai, 1996; syn. Neocaridina denticulata linfenensis Cai, 1996 (okolice Linfen, prow. Shanxi)
- Neocaridina longipoda (Cai, 1995); syn. Caridina longipoda Cai, 1995 (Jinbianxi, prow. Hunan)
- Neocaridina palmata bosensis Cai, 1996 (powiat Longlin, region Kuangsi),
  - Neocaridina palmata luodianica Liang, 2004 (Luodian, prow. Kuejczou)
  - Neocaridina palmata meridionalis Liang, 2004 (Luoding, prow. Guangdong)
  - Neocaridina palmata palmata (Shen, 1948); syn. Caridina palmata Shen, 1948, Caridina elongata Shen, 1948 (Kweilin), Caridina denticulata vietnamensis Đăng, 1967 (prowincja Cao Bằng, prowincja Lạng Sơn, Wietnam)
- Neocaridina saccam Shih & Cai, 2007 (Longci,powiat Tainan, Tajwan)
- Neocaridina spinosa (Liang, 1964); syn. Caridina spinosa Liang, 1964 (Lantang, Tzechin Hsien, Guangdong)
- Neocaridina xiapuensis Zheng, 2002 (powiat Xiapu, Fujian),
- Neocaridina zhangjiajiensis Cai, 1996 (Hunan)
- Neocaridina zhoushanensis Cai, 1996; syn. Neocaridina denticulata zhoushanensis Cai, 1996 (powiat Dinhai, prowincja Zhejiang).

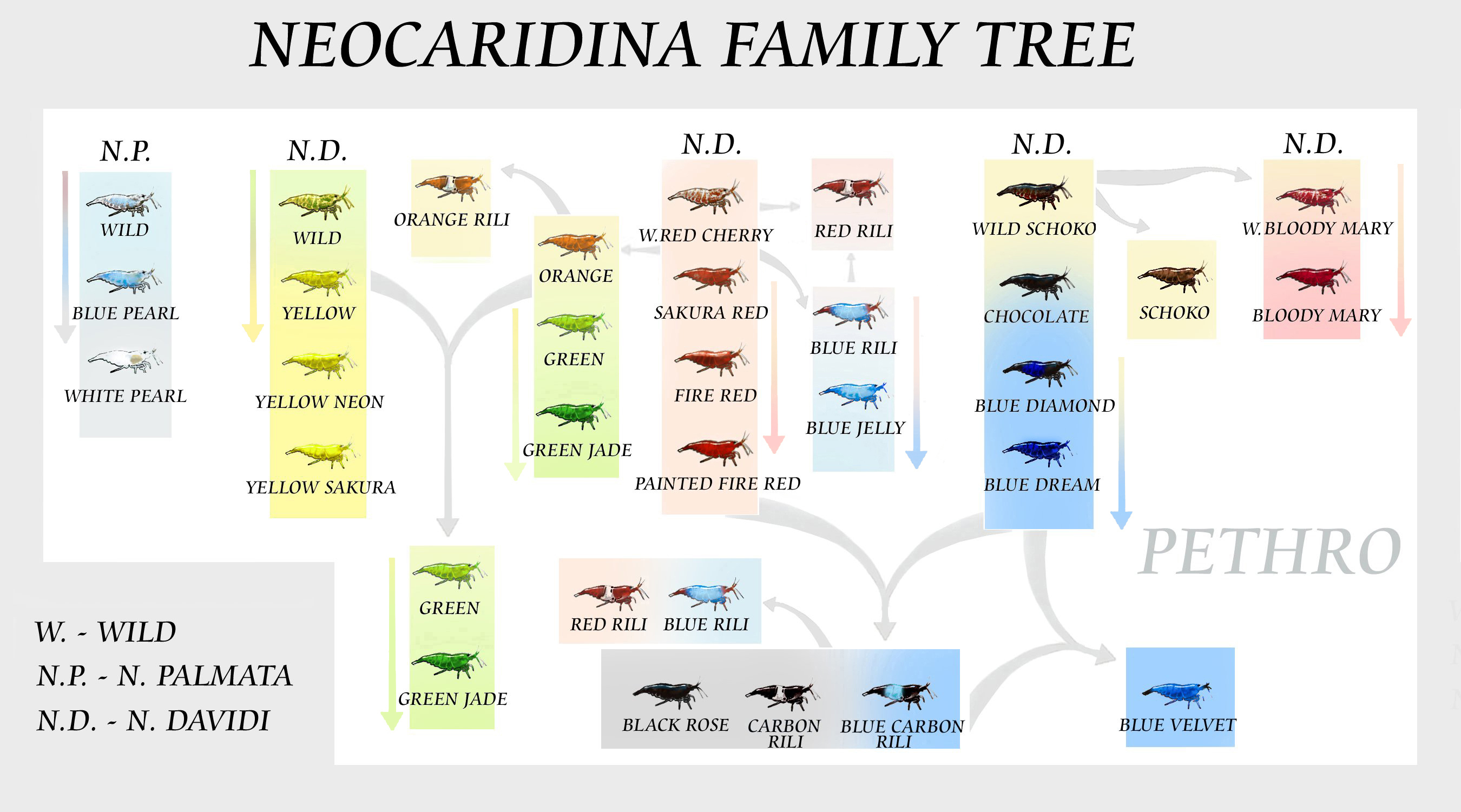
Najczęściej spotykane w handlu rasy i ich pochodzenie.

## Galeria

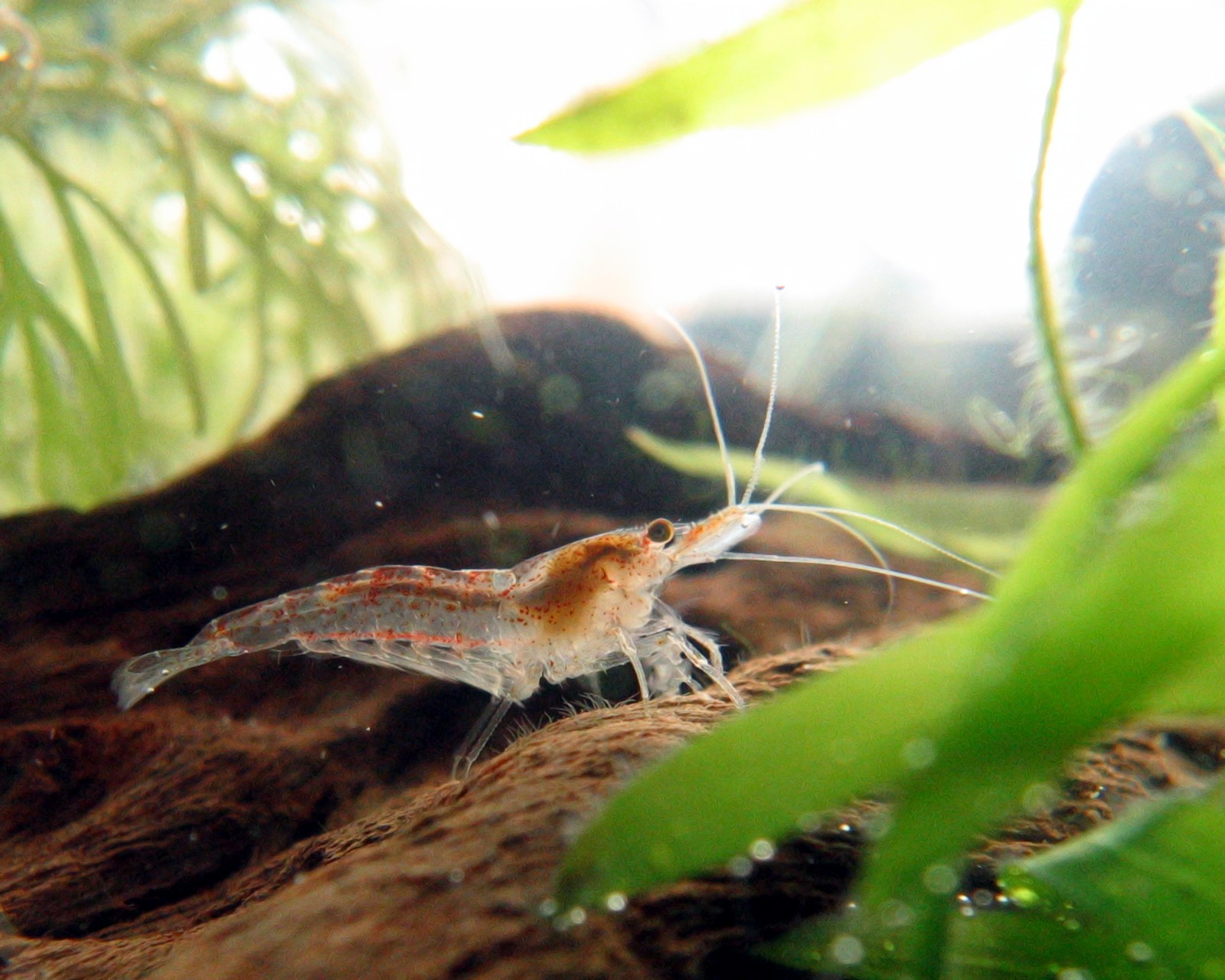
Neocaridina davidi  var. red ("Fire Red")
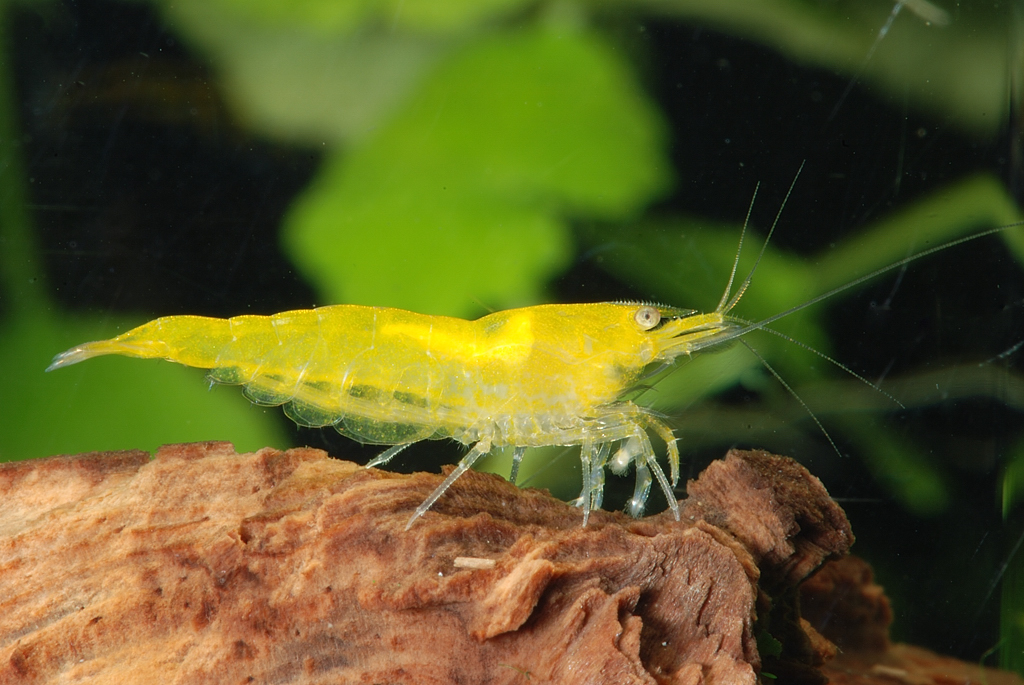
Neocaridina davidi  var. yellow ("Yellow")
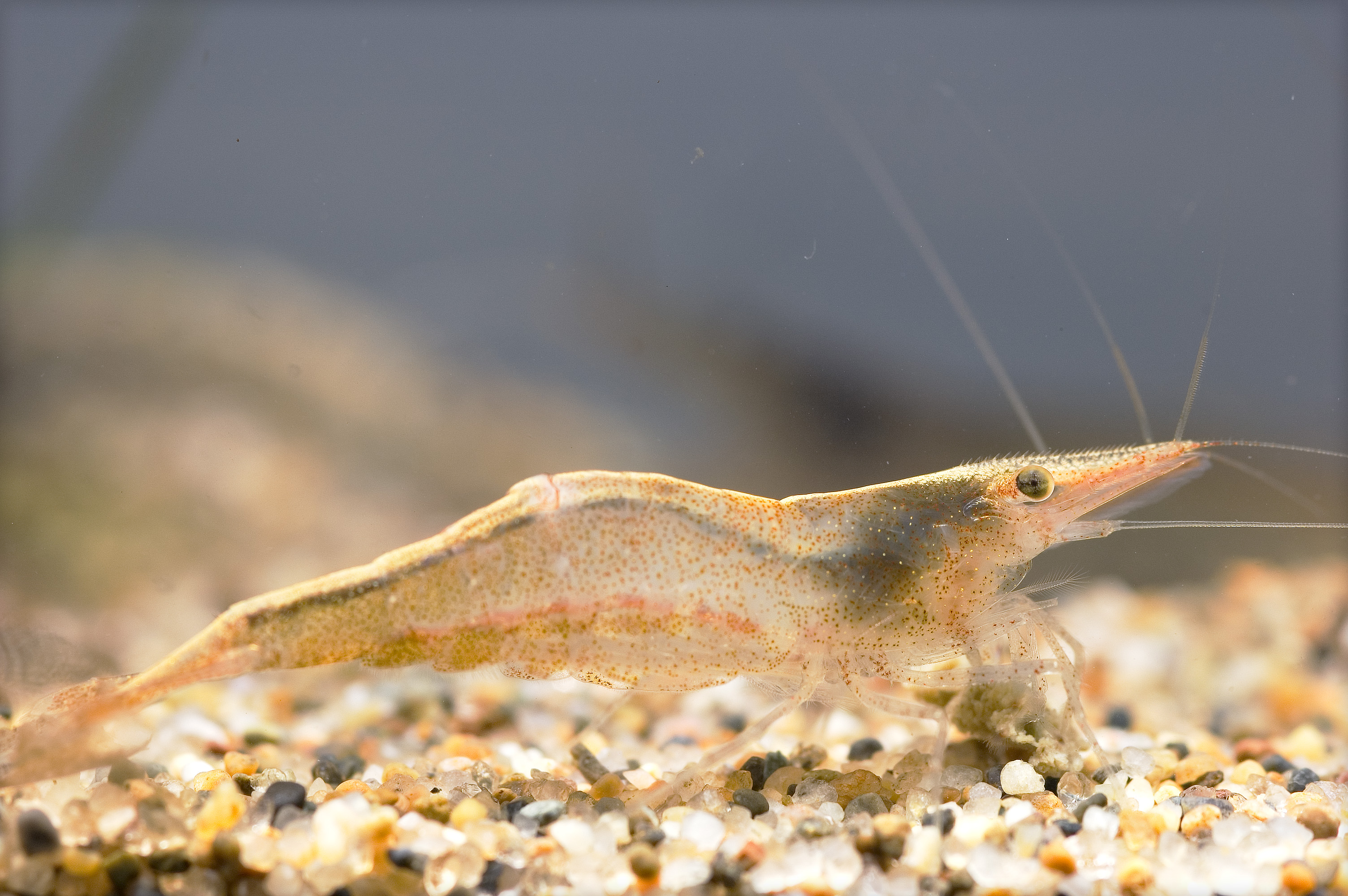
Neocaridina denticulata
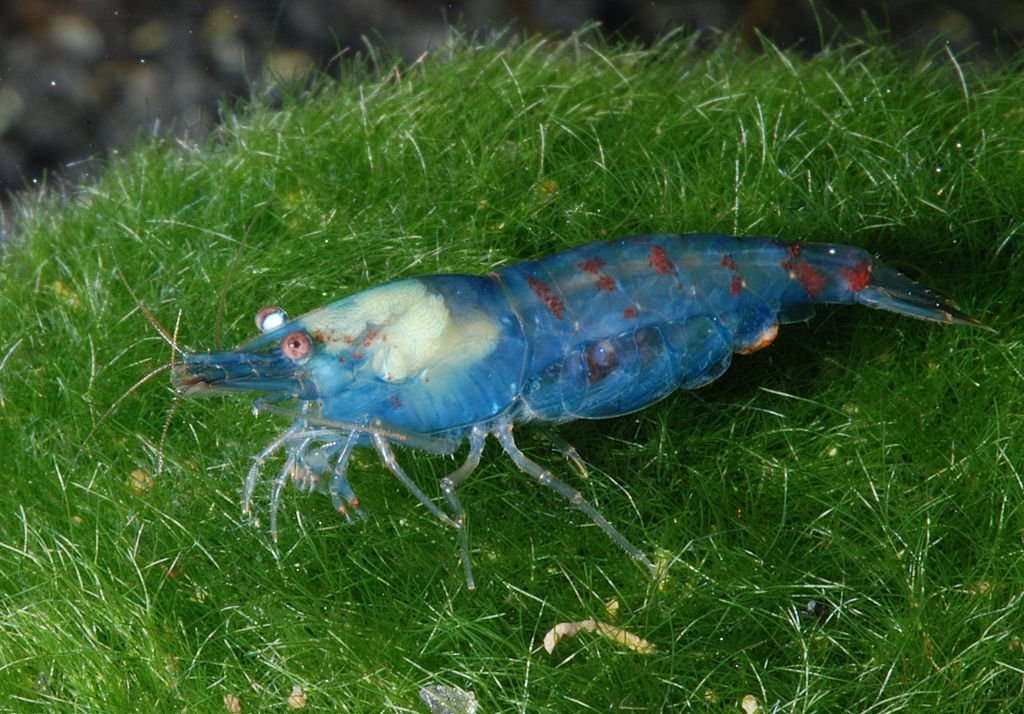
Neocaridina cf. zhangjiajiensis var. blue pearl (Blue Pearl)